# Heng-o Corona
Heng-o Corona — et non Heng-O car l'UAI orthographie en minuscule l'initiale du second terme des noms composés — est une formation géologique située sur la planète Vénus par 2° N et 355° E. C'est la seconde corona la plus vaste de Vénus.

## Géographie et géologie
Heng-o Corona est située sur l'équateur de Vénus au nord d'Alpha Regio et au sud d'Eistla Regio, à l'extrémité sud-est de Guinevere Planitia. Elle est bordée au sud-ouest par Kanykey Planitia et au sud-est par Tinatin Planitia.
La topographie de cette corona est essentiellement plate, seuls les bords étant relevés de quelques centaines de mètres par rapport aux plaines environnantes. Elle est de type concentrique, avec une histoire géologique complexe. La séquence aurait débuté par les réseaux de fractures à l'intérieur de la structure, puis se serait poursuivie par la formation du bord méridional accompagnée par les fractures concentriques et les tranchées intérieures, puis le bord septentrional se serait formé et enfin le relèvement méridional extérieur serait apparu, accompagné de fractures éparses à travers la structure.